# Norðfjarðarflói
Der Norðfjarðarflói ist eine fjordähnliche Bucht an der Ostküste von Island.
Sie liegt zwischen Nípa im Westen und Barðsneshorn im Osten. 
Im Norðfjarðarflói gibt es drei kleine Fjorde: Im Norden liegt der Norðfjörður (2 km breit, 4 km tief). In ihm liegt die Stadt Neskaupstaður, der größte Ort in den Ostfjorden. Die Mitte bildet der Hellisfjörður (1,5 km breit, 2 km tief), der nur auf dem Seeweg erreichbar ist. Im Süden liegt der Viðfjörður (1,5 km breit, 3 km tief). Er ist über eine Piste über Eskifjörður zu erreichen. 
Das Gebiet um Neskaupstaður ist zwar seit der Zeit der Landnahme Islands im 9. und 10. Jahrhundert besiedelt, aber eine Straßenverbindung gibt es erst seit 1949. Diese wurde 1977 durch den Oddsskarðsgöng und vierzig Jahre später durch den  Norðfjarðargöng verbessert.